# Vasili Strokau
Vasili Strokau, né le 9 octobre 1995 à Minsk, est un coureur cycliste biélorusse. Il a notamment remporté une étape du Tour de l'Avenir en 2017.  

## Palmarès et résultats

### Palmarès sur route
- 2013
  - 3e étape de la Coupe du Président de la Ville de Grudziądz
- 2016
  - 3e du championnat de Biélorussie sur route espoirs
- 2017
  - 5e étape du Tour de l'Avenir
- 2018
  - 3e étape des Cinq anneaux de Moscou
- 2019
  - 2e étape du Tour de Xingtai
  - 3e du championnat de Biélorussie sur route
- 2022
  - 3e étape du Tour de Biélorussie
  - 3e du Tour de Biélorussie
- 2023
  - 3e étape des Cinq anneaux de Moscou
- 2024
  - 1re étape du Tour de Biélorussie
  - 2e du championnat de Biélorussie sur route
  - 2e du championnat de Biélorussie du critérium

### Classements mondiaux
| Année                                 | 2015 | 2016  | 2017  | 2018  | 2019 | 2020 | 2021  | 2022  |
| ------------------------------------- | ---- | ----- | ----- | ----- | ---- | ---- | ----- | ----- |
| Classement mondial                    |      | 1194e | 1083e | 2072e | 788e | 771e | 1075e | 2511e |
| UCI Europe Tour                       | 971e | 818e  | 685e  | 1380e | 576e | 615e | 797e  | 1535e |
|                                       |      |       |       |       |      |      |       |       |
| Légende : nc = non classéSource : UCI |      |       |       |       |      |      |       |       |

### Palmarès en VTT
- 2017
  -  Champion de Biélorussie de cross-country eliminator